# Waldo Heilbron
Ulrich Waldo Heilbron (Paramaribo, 6 april 1936 – Amsterdam, 2 juli 2009) was een Nederlandse socioloog van Surinaamse afkomst. Hij was in de jaren zestig, zeventig en tachtig werkzaam aan de Universiteit van Amsterdam. Hij schreef vele publicaties over o.a. de landbouw in Suriname, kolonialisme en het Nederlandse slavernijverleden.

## Jeugd en studententijd
Waldo Heilbron was de zoon van Henny Julius Heilbron, een bekende dominee van de Baptisten Gemeente 'Vrije Evangelisatie'  in Suriname. Zijn moeder was Jeane Eduardina Reeder. Heilbron kwam als tiener begin jaren 50 naar Nederland om er aan de Universiteit van Amsterdam te gaan studeren.
Van 1960 tot 1965 was Heilbron bestuurslid van de Vereniging Ons Suriname, de oudste en bekendste Surinaamse vereniging in Nederland. Als een van de oprichters was hij van 1965 tot 1966 Secretaris van de Vereniging van Surinaamse Studenten in Amsterdam (V.S.S.A.). De voorzitter van V.S.S.A. was Ange van der Geld, de penningmeester was Humphrey E. Lamur. Samen met Lamur zou Heilbron in de toekomst aan enkele publicaties werken. 
Het maandelijkse nieuwsblad van de V.S.S.A. heette ‘Apinti’ en bevatte artikelen die typisch links waren voor die tijd.

### Kingston, Jamaica
In 1966 vertrok Heilbron naar Kingston, Jamaica, waar hij ging werken voor de ‘Central Planning Unit of Jamaica’. Voor deze werkgever deed hij demografisch en sociologisch onderzoek naar het gezinsleven op Jamaica. Een adviesrapport werd geschreven voor de Jamaicaanse overheid in 1968. Gedurende deze jaren volgde Heilbron ook colleges aan de University of West-Indies in Kingston.

### In de schaduw van de plantage
In de jaren 70 deed Heilbron postdoctoraal onderzoek naar de sociologische en agrarische gevolgen van de slavernij in Suriname. Voor dit onderzoek ging hij in 1974 op studiereis naar Suriname. Nog twee reizen zouden volgen, gefinancierd door de UvA. Het onderzoek leidde tot de publicatie van o.a. ‘In de schaduw van de plantage; de politieke ekonomie van de na-slavernijperiode in Suriname’ (1981). In dit proefschrift richt Heilbron zich op het ontstaan van het kleinboerensegment in Suriname gedurende de periode 1863-1923. Voor het archiefonderzoek van deze publicatie werkte Heilbron veel samen met Glenn Willemsen, die later de eerste directeur werd van het Nationaal Instituut Nederlands Slavernijverleden en erfenis (NiNsee).

## Universiteit van Amsterdam
Vanaf 1970 werkte Heilbron als hoofdwetenschappelijk medewerker/universitair docent voor het Antropologisch-Sociologisch Centrum van de Universiteit van Amsterdam. In deze hoedanigheid onderwees hij studenten over het Caraïbisch gebied en publiceerde hij artikelen over de Caraïbische gemeenschap.
Heilbron was de medeoprichter van twee periodieken: ‘Caraïbisch Forum’ in 1980 en ‘Caribnet’ in 1998. ‘Caraïbisch Forum’ (CF) was een niet-commercieel, theoretisch discussieblad over het Caraïbisch gebied dat driemaal per jaar werd uitgegeven. Het blad was opgericht in een tijd waarin sociaaldemocratische regimes in opkomst waren in het Caraïbisch gebied. Deze ontwikkeling ging gepaard met klassenstrijd, onafhankelijkheidsbewegingen in Europese koloniën en economische moeilijkheden. Het CF wilde een middel zijn voor het analyseren van deze problematiek. Redactieleden van de eerste uitgave in januari 1980 waren Naushad Boedhoe, Sonia Cuales, Ruben Gowricharn, Dew Badoeram, Glenn Willemsen en Waldo Heilbron.

## Museum Suriname
In 1995 was Heilbron een van de oprichters van het culturele centrum 'Museum Suriname'. Als bestuurslid van het museum werkte hij met leden van de Surinaamse gemeenschap aan tentoonstellingen, educatieve programma’s en evenementen. Een belangrijk doel van de organisatie was het versterken van het zelfbeeld van Surinaamse jongeren. Het museum werd gehuisvest in het Hugo Olijfveldhuis aan de Zeeburgerdijk, waar Vereniging Ons Suriname al sinds 1973 evenementen organiseerde. Tegenwoordig worden de bibliotheek van Waldo Heilbron en andere collecties in dit pand beheerd door The Black Archives. Het archief van Waldo Heilbron en Diana Fräser ligt opgeslagen in het Internationaal Instituut voor Sociale Geschiedenis en is op aanvraag raadpleegbaar.

## Huwelijk
Heilbron trouwde in 1982 met Diana Fräser met wie hij twee zonen zou krijgen. Diana Fransica Fräser (1952-2000) was geboren in Paramaribo. Fräser behaalde verschillende diploma’s voor wiskunde en pedagogiek aan de Universiteit van Amsterdam. Vervolgens ging ze aan de slag als wiskundelerares bij de Scholengemeenschap Reigersbos in Amsterdam. Gedurende deze periode was ze ook werkzaam als schrijver bij het Surinaamse vrouwenblad Ashanti, en was ze eindredacteur voor de periodiek Sachai-Tru, een uitgave van de Beweging van Surinaams Links (BSL). Ze was ook betrokken bij verschillende linkse Surinaamse bewegingen en vrouwenorganisaties. In 1993 behaalde ze een doctoraal voor economie met haar scriptie ‘Kleinschalige visserij op Curaçao’. Na de oprichting van Museum Suriname in 1995 verzorgde zij daar educatieve programma's.